# Chiesa di Sant'Agostino (Alcamo)
La chiesa di Sant'Agostino è una chiesa cattolica che si trova ad Alcamo, in provincia di Trapani.

## Storia
Già nel 1506 i frati Agostiniani avevano un convento ad Alcamo di fronte alla Porta Saccari, vicino all'attuale via San Nicolò. Poiché essi mal sopportavano di essere soggetti all'autorità vescovile, nel 1589 costruirono un altro convento, assieme alla chiesa di Sant'Agostino, sul posto dove oggi è situata la chiesa.
Nel 1650 i locali erano ancora in costruzione poiché i frati vivevano in gran povertà di elemosine in natura e infine nel 1660,  per gli stessi motivi, lasciarono alla Curia vescovile sia la chiesa che il convento che dal 1713 in poi furono gestiti dalla parrocchia di San Paolo.
Nel 1849-1850 la chiesa fu ricostruita in forma rettangolare, con cappelle aventi paraste con capitelli corinzi; fu poi restaurata più volte, mentre l'area dove sorgeva il convento fu adibita ad abitazioni private.
Attualmente il Parroco della Chiesa di San Paolo e Bartolomeo è il rettore di questa chiesa.
Nel 1876 fu istituita nella chiesa la Pia Unione Femminile "Gesù, Maria e Giuseppe": da ragazzo il suo fondatore, Sac. Antonio Barbuscia Santoro, seppe dalla madre che nel momento della sua nascita (con pericolo di morte per entrambi), era stato consacrato alla Sacra Famiglia. Il Parroco della Chiesa di San Paolo e Bartolomeo diede al sacerdote un altare con l'immagine della Sacra Famiglia.
Considerato che "il bene e il male delle famiglie e della società hanno origine dai buoni o mali costumi della donna", scopi della Congregazione erano:
- mettere un argine a tanti mali che inondano la città
- onorare Gesù, Maria e Giuseppe
- fornire alle iscritte i mezzi più proficui per la loro santificazione e l'edificazione morale e religiosa delle loro famiglie.[1]

## Opere
La chiesa ha 5 altari e una sola navata con volta a botte; ci sono 24 pilastri incassati con [capitelli corinzi.

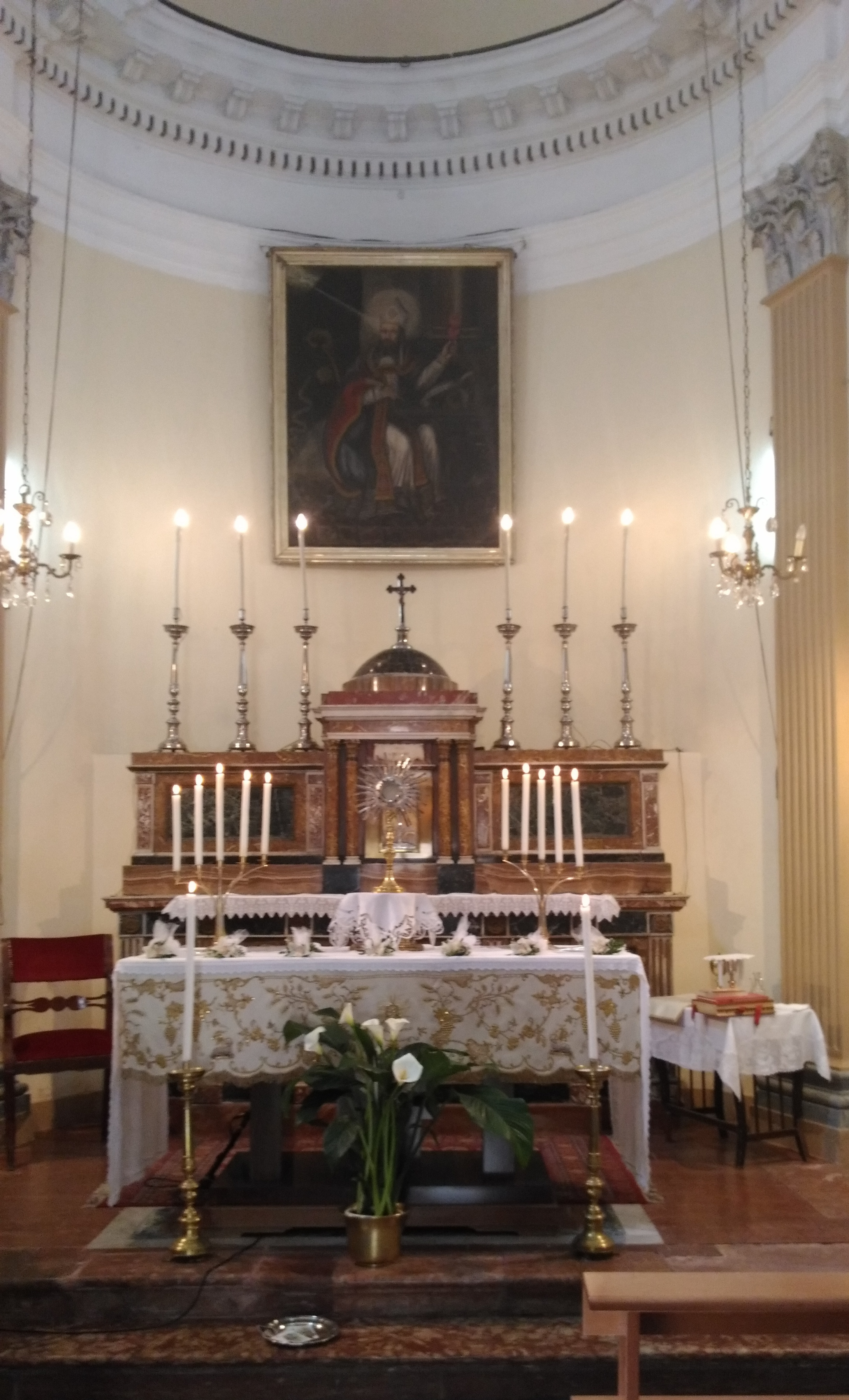
Altare maggiore

- Altare maggiore: dipinto di Sant'Agostino, d'ignoto autore; era dedicato a San Nicolò da Tolentino fino al 1835, con un dipinto del 1610 di Giuseppe Carrera che ora si trova nell'antisagrestia della chiesa di San Paolo.[3]
- Tabernacolo in ottone, di stile gotico e con intarsi (nell'altare maggiore)

Ai lati dell'altare maggiore si trovano:
a destra una tela di Sant'Agostino e una di santa Monica
e a sinistra:Tela di Santa Rosalia e della Madonna degli Agonizzanti
- Prima cappella a destra: San Nicolò di Bari, statua in legno di L. Santifaller
- Seconda cappella a destra: quadro della Sacra Famiglia, della seconda metà del XIX secolo